# La Grange (Missouri)
La Grange is een plaats (city) in de Amerikaanse staat Missouri, en valt bestuurlijk gezien onder Lewis County.

## Demografie
Bij de volkstelling in 2000 werd het aantal inwoners vastgesteld op 1000.
In 2006 is het aantal inwoners door het United States Census Bureau geschat op 943, een daling van 57 (-5,7%).

## Geografie
Volgens het United States Census Bureau beslaat de plaats een oppervlakte van
4,3 km², waarvan 3,6 km² land en 0,7 km² water. La Grange ligt op ongeveer 190 m boven zeeniveau.

## Plaatsen in de nabije omgeving
De onderstaande figuur toont nabijgelegen plaatsen in een straal van 20 km rond La Grange.